# Épeautrolles
Épeautrolles é uma comuna francesa na região administrativa do Centro, no departamento Eure-et-Loir. Estende-se por uma área de 9,29 km². Em 2010 a comuna tinha 190 habitantes (densidade: 20,5 hab./km²).